# 3989 Odin
3989 Odin là một tiểu hành tinh vành đai chính. Nó được phát hiện bởi Poul Jensen ở 1986. Nó được đặt theo tên Odin, vua của "thị tộc" thần thánh Aesir ở  Norse mythology.